# 伊號第二十四潛艦
伊号第二四潜水舰是大日本帝国海军伊一六型潜水舰的5号舰。

## 舰历
- 1937年 第三次海軍補充計画（通称③計画）中决定建造
- 1938年（昭和13年）12月5日 在佐世保海军工厂开工建造
- 1941年（昭和16年）10月31日 竣工。船籍编入横须贺镇守府
  - 11月10日 完成装载小型潜艇
  - 11月15日 太平洋战争開战時编入第6舰隊特別攻撃隊下属特殊潜航艇（甲標的）对夏威夷岛海域执行运输任务。本舰的搭載艇成员为酒卷和男少尉以及稲垣清二等兵曹。由于甲標的遭水雷攻撃而搁浅，二人弃船。酒卷少尉因昏迷而被美军发现，成为太平洋战争中最早被美军俘获的日军俘虏。翌年，加入对中途岛的舰砲射撃，并在澳大利亚附近活動，在特殊潜航艇对悉尼港攻撃中作为特殊潜航艇的母舰身份参加。搭載的特殊潜航艇成员为伴勝久中尉、芦边守一等兵曹编组，之后再後通商破壊行动中击沉輸送船3艘。此后在南太平洋执行运输任务。
- 1942年2月2日 与伊4、伊5、伊6、伊7、伊18、伊22一同返回横须贺
  - 5月29日
  - 5月30日 抵达悉尼
  - 5月31日  伊号第二四潜水舰前往悉尼进行舰砲射撃。通过魚雷攻撃成功将返航途中的美军巡洋舰「芝加哥号」击沉。
  - 6月25日 伴随着 伊21、伊22、伊27、伊29一同到达夸贾林环礁
  - 7月12日 到达横须贺
  - 8月14日 与伊15、 伊16、 伊17、伊18、 伊19、 伊20、 伊21、伊22、 伊25以及伊26一同加入驻扎在楚克由海军中将小松指挥的第六舰队麾下第一潜水队
  - 8月30日 从横须贺出发前往所罗门群岛海域
  - 11月4日 与伊16一同从肖特兰出发，取道必需号海峡前往瓜达尔卡纳尔岛
  - 11月7日 在瓜达尔卡纳尔岛附近巡逻
  - 11月13日 由于小型潜艇故障而返回楚克
  - 11月15日 搭载已修复的HA-12离开楚克
  - 11月22日 2305 在Cape Esperance西北14英里处发射HA-12（其最终结果为MIA）
- 1943年 1月3日 从楚克出发前往其位于拉包尔的基地
  - 1月11日 向Buna提供25吨粮食与弹药并撤回79名士兵
  - 1月18日 向Buna提供20吨物资并撤回58名士兵以及第144（高知）步兵师的战旗
  - 1月26日 向Buna提供16吨物资并撤回64名士兵
  - 1月28日 回到拉包尔
  - 2月10日 向Buna提供16吨物资并撤回71名士兵
  - 2月17日 向莱城提供32吨物资并撤回72名士兵
  - 2月23日 向莱城提供38.5吨物资并撤回64名士兵
  - 3月6日 返回横须贺作修整
  - 5月7日 从横须贺启程
  - 5月20日 到达吴港
  - 5月21日 参加基斯卡岛撤退作战
  - 6月5日 离开阿图岛海域前往基斯卡岛进行侦查
  - 6月7日 确认基斯卡岛附近有大量美军舰只，此为其最后发出的讯息
  - 6月11日 离开基斯卡岛海域前往幌筳岛，在阿图岛海域谢米亚岛东北偏北40英里处，遭美国海军猎潜艇（PC487）深水炸弹攻击而沉没。
  - 8月1日 确认战没并除籍。

## 其他舰只
关于1927年（昭和2年）竣工的初代伊号第二四潜水舰请参见伊号第一二四潜水舰。